# 上諏訪站
上諏訪站（日语：／ Kamisuwa eki */?）是東日本旅客鐵道（JR東日本）中央本線的鐵道車站，位於日本長野縣諏訪市諏訪一丁目。

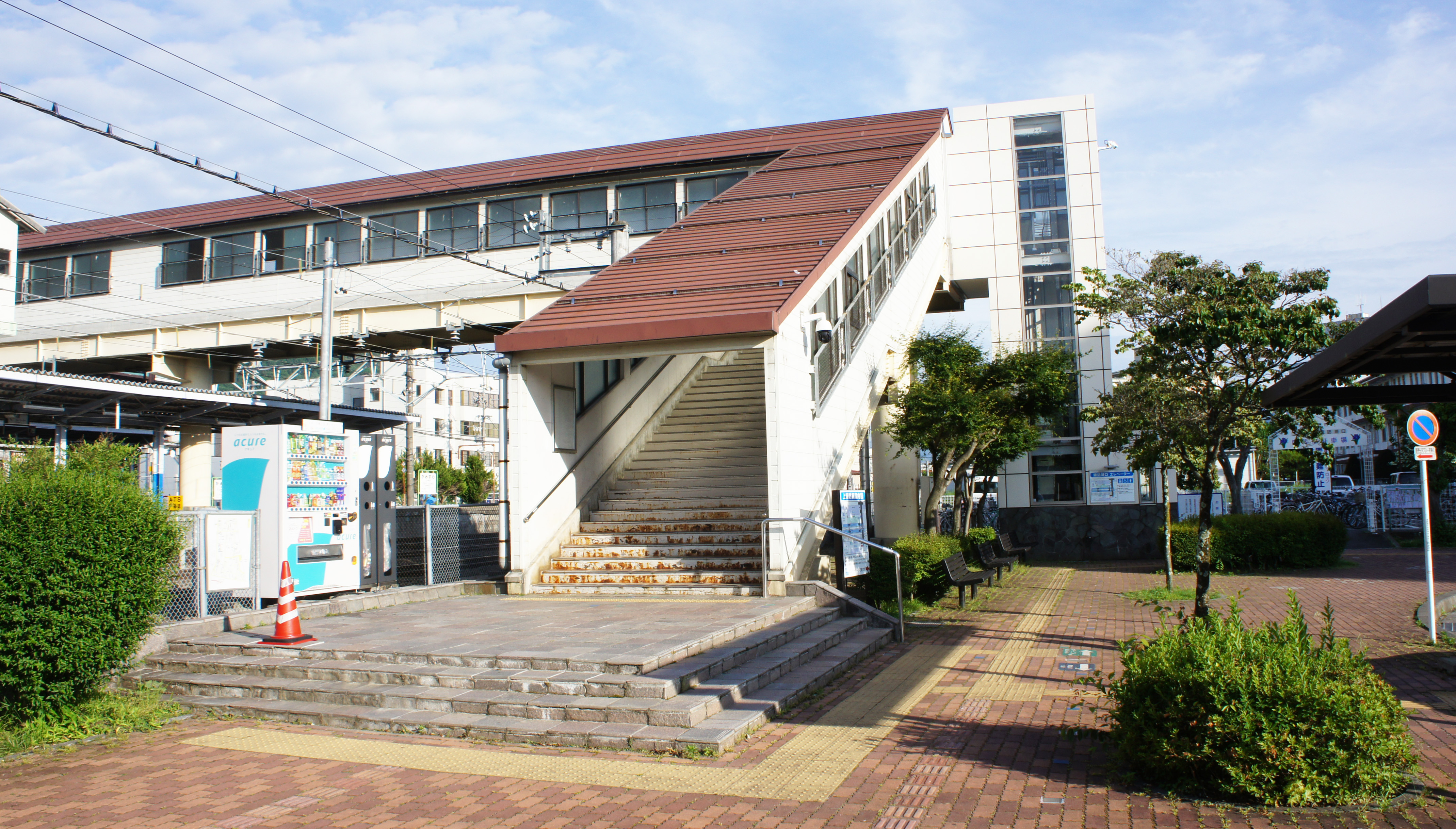
西口(2021年6月)

## 概要
東京方向來的場合此地為山岳地帶的完結、到達本站可以眺望諏訪湖。是諏訪湖觀光、霧峰高原・高島城的最近車站、車站周邊有上諏訪溫泉湧出的溫泉宿等、所以很多觀光客到訪。本站1號線月台設足湯（後述）。毎年夏天於諏訪湖畔有諏訪湖祭湖上花火大會、全國新作花火競技大會、有特急「梓（あずさ）」、「超級梓（スーパーあずさ）」、臨時延長的「甲斐路（かいじ）」、臨時特急「濱甲斐路（はまかいじ）」、東海旅客鐵道（JR東海）飯田線直通的普通列車等經過本的旅客列車停車。
本站名稱來自開業時的町名・上諏訪町。周邊的村巳合併成現在的諏訪市。本站位於中央本線（中央東線）單線區間中。車站西口設置有松本運輸區上諏訪支區、是中央本線運行上的據點。標高約761.9米、諏訪湖畔的岡谷・下諏訪・上諏訪3站中為最低。

## 車站構造

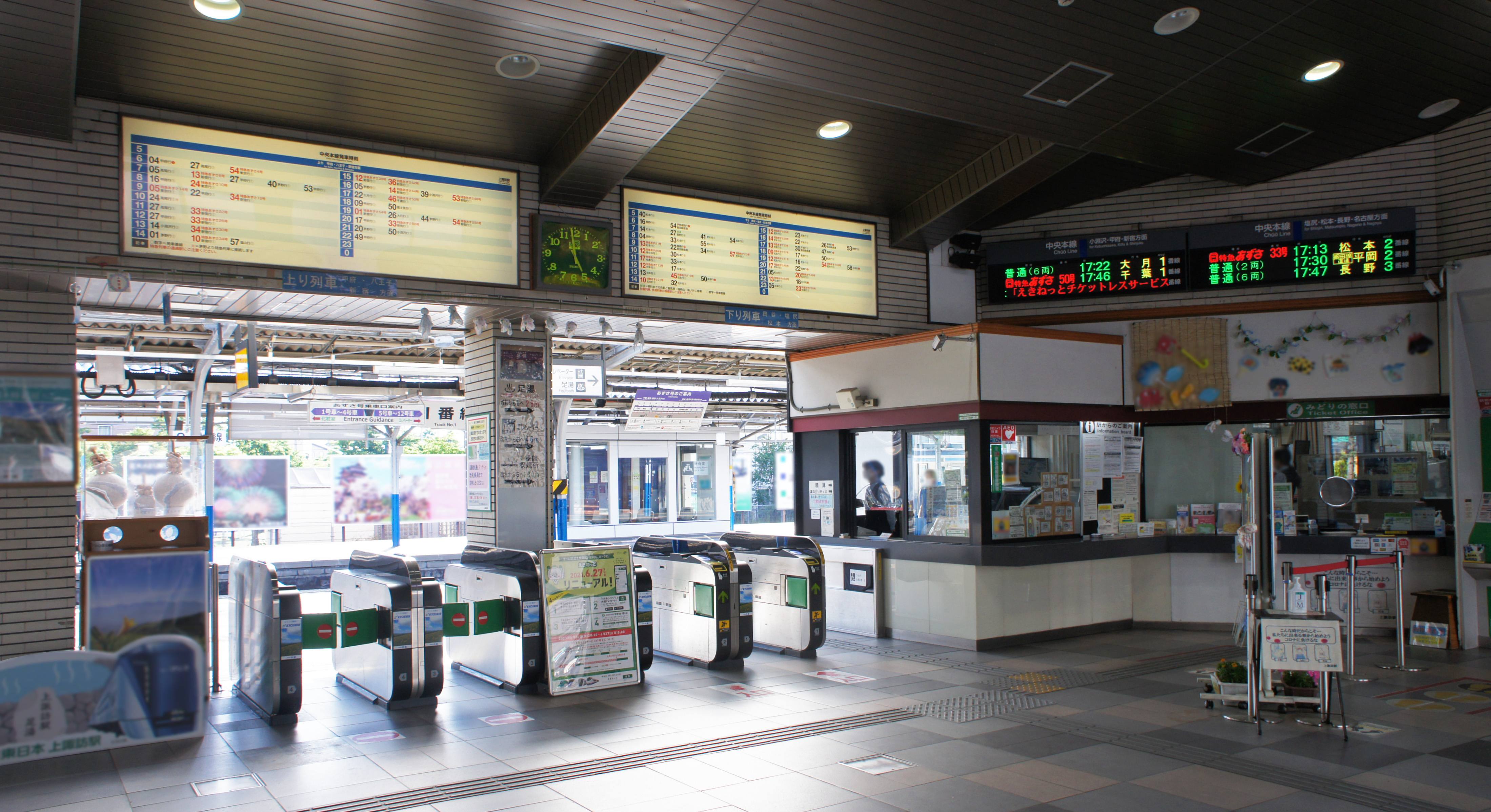
驗票口(2021年6月)

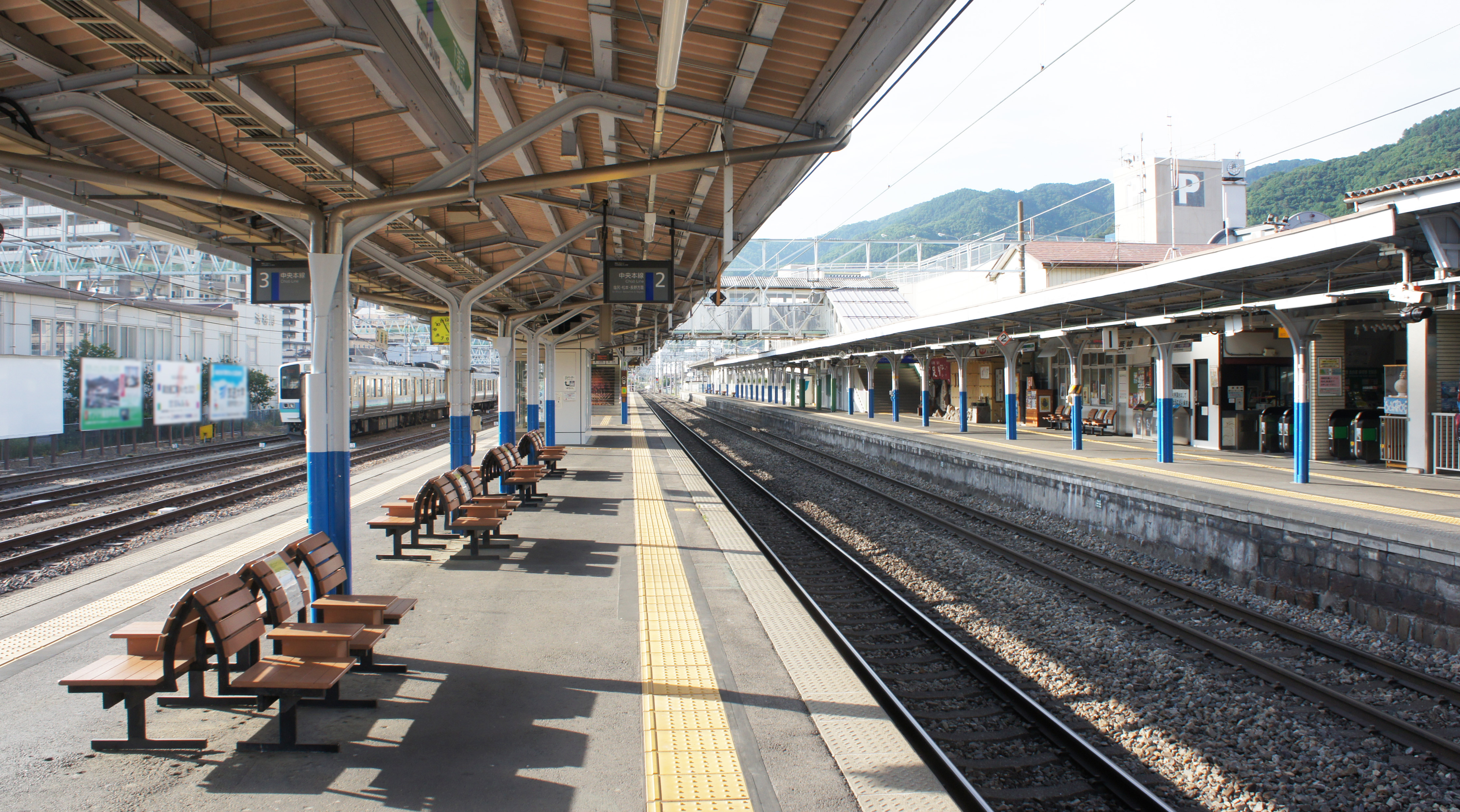
月台(2021年6月)

與站房相鄰為單式月台1面1線、往內是島式月台1面2線、共2面3線的地上車站。站房沿國道20號、常設唯一改札口為東口（愛稱「霧峰口」）。西口（愛稱「諏訪湖口」）沒有常設改札口。
本站為1950年3月完成的二階站房。月台可以對應長大編成（最大12卡）的特急列車停車。本站可利用3號線作特急列車與普通列車間的緩急接續。

### 月台配置
（站舍、東口閘側位於1號月台旁）
| 月台 | 路線      | 方向 | 目的地                 | 備註 |
| ---- | --------- | ---- | ---------------------- | ---- |
| 1    | ■中央本線 | 上行 | 小淵澤、甲府、新宿方向 |      |
| 2、3 | ■中央本線 | 下行 | 鹽尻、松本、長野方向   |      |

（來源：JR東日本:車站構內圖（页面存档备份，存于））

### 車站名物：足湯

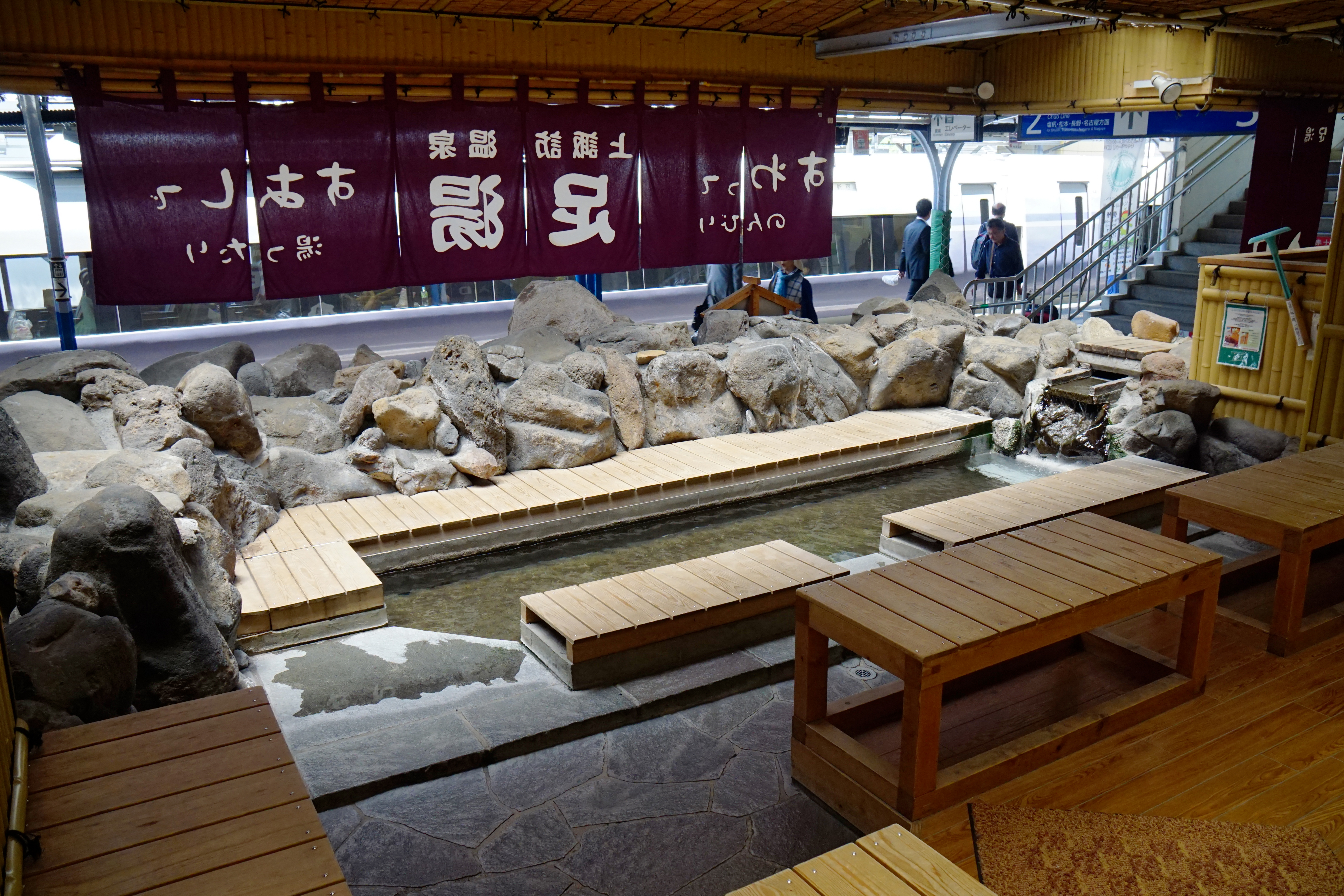
足湯

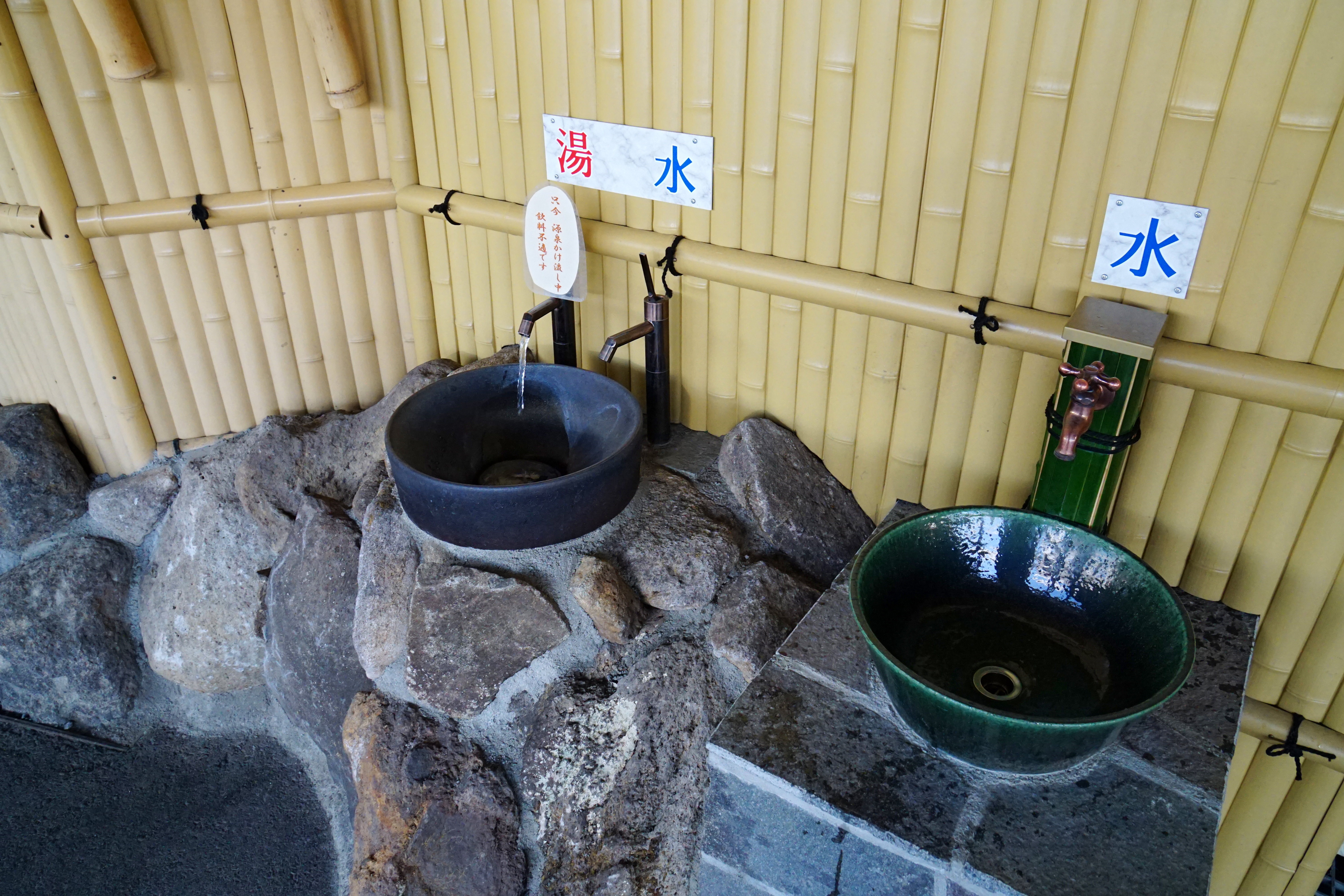
手湯

上諏訪站的1號線月台邊為上諏訪溫泉。利用此溫泉設置的露天風呂型式的溫泉浴場於2002年改裝為足湯。
- 2006年8月現在、入浴可能時間為9時至21時。乘車券和定期券、入場券（140日圓）等、可以進入月台的皆可以入浴。
- 溫泉不能用作飲用。

## 使用情況
根據JR東日本，2019年度（令和元年度）1日平均上車人次為4,269人。
長野縣內次於長野站、松本站、篠之井站排行第4位，是長野縣內使用人數較多的車站。至2011年度為止有減少傾向，2012年度以後有微增傾向。
近年的推移如下表。
| 上車人次推移       | 上車人次推移     | 上車人次推移          |
| 年度               | 1日平均 上車人次 | 來源                  |
| ------------------ | ---------------- | --------------------- |
| 2000年（平成12年） | 4,742            | [ 利用客数 2 ]        |
| 2001年（平成13年） | 4,639            | [ 利用客数 3 ]        |
| 2002年（平成14年） | 4,695            | [ 利用客数 4 ]        |
| 2003年（平成15年） | 4,617            | [ 利用客数 5 ]        |
| 2004年（平成16年） | 4,632            | [ 利用客数 6 ]        |
| 2005年（平成17年） | 4,598            | [ 利用客数 7 ]        |
| 2006年（平成18年） | 4,412            | [ 利用客数 8 ]        |
| 2007年（平成19年） | 4,412            | [ 2 ] [ 利用客数 9 ]  |
| 2008年（平成20年） | 4,405            | [ 利用客数 10 ]       |
| 2009年（平成21年） | 4,366            | [ 2 ] [ 利用客数 11 ] |
| 2010年（平成22年） | 4,320            | [ 利用客数 12 ]       |
| 2011年（平成23年） | 4,190            | [ 利用客数 13 ]       |
| 2012年（平成24年） | 4,285            | [ 利用客数 14 ]       |
| 2013年（平成25年） | 4,230            | [ 利用客数 15 ]       |
| 2014年（平成26年） | 4,144            | [ 利用客数 16 ]       |
| 2015年（平成27年） | 4,339            | [ 利用客数 17 ]       |
| 2016年（平成28年） | 4,388            | [ 利用客数 18 ]       |
| 2017年（平成29年） | 4,367            | [ 利用客数 19 ]       |
| 2018年（平成30年） | 4,393            | [ 利用客数 20 ]       |
| 2019年（令和元年） | 4,269            | [ 利用客数 1 ]        |

## 歷史
古時設有上諏訪機關區、實行蒸氣火車的石炭・水等補給。
- 1905年11月25日 - 國鐵中央本線 富士見站～岡谷站間開通同時開業。旅客及貨物取扱開始。
- 1950年3月 - 現站舎完成。
- 1967年8月17日 - 綠色窗口設置。
- 1984年1月15日 - 貨物取扱廢止。
- 1986年8月8日 - 1號線月台設置溫泉浴場。
- 1987年4月1日 - 國鐵分割民營化成為東日本旅客鐵道車站。
- 2002年7月9日 - 溫泉改裝為足湯。
- 2005年3月23日 - 自動改札通路4通路導入、運用開始。

## 相鄰車站
東日本旅客鐵道
■中央本線
- 特急「超級梓」停車站、特急「梓」停車站

□快速
上諏訪－下諏訪
■普通
茅野－（普門寺信號場）－上諏訪－下諏訪

### 使用情況
1. 1 2  . 東日本旅客鉄道.   [2020-07-10]. （原始内容存档于2020-07-10）.
2. ↑  . 東日本旅客鉄道.   [2019-04-18]. （原始内容存档于2019-03-28）.
3. ↑  . 東日本旅客鉄道.   [2019-04-18]. （原始内容存档于2019-03-28）.
4. ↑  . 東日本旅客鉄道.   [2019-04-18]. （原始内容存档于2019-03-28）.
5. ↑  . 東日本旅客鉄道.   [2019-04-18]. （原始内容存档于2019-03-28）.
6. ↑  . 東日本旅客鉄道.   [2019-04-18]. （原始内容存档于2019-03-28）.
7. ↑  . 東日本旅客鉄道.   [2019-04-18]. （原始内容存档于2019-03-28）.
8. ↑  . 東日本旅客鉄道.   [2019-04-18]. （原始内容存档于2019-03-28）.
9. ↑  . 東日本旅客鉄道.   [2019-04-18]. （原始内容存档于2019-03-28）.
10. ↑  . 東日本旅客鉄道.   [2019-04-18]. （原始内容存档于2019-03-28）.
11. ↑  . 東日本旅客鉄道.   [2019-04-18]. （原始内容存档于2019-03-28）.
12. ↑  . 東日本旅客鉄道.   [2019-04-18]. （原始内容存档于2019-03-28）.
13. ↑  . 東日本旅客鉄道.   [2019-04-18]. （原始内容存档于2019-03-28）.
14. ↑  . 東日本旅客鉄道.   [2019-04-18]. （原始内容存档于2019-03-28）.
15. ↑  . 東日本旅客鉄道.   [2019-04-18]. （原始内容存档于2019-03-28）.
16. ↑  . 東日本旅客鉄道.   [2019-04-18]. （原始内容存档于2019-03-28）.
17. ↑  . 東日本旅客鉄道.   [2019-04-18]. （原始内容存档于2019-03-23）.
18. ↑  . 東日本旅客鉄道.   [2019-04-18]. （原始内容存档于2019-03-28）.
19. ↑  . 東日本旅客鉄道.   [2019-04-18]. （原始内容存档于2019-03-21）.
20. ↑  . 東日本旅客鉄道.   [2019-07-10]. （原始内容存档于2019-07-05）.

## 外部連結
- 車站資訊（上諏訪）：東日本旅客鐵道

36°2′48.33″N 138°6′59.27″E / 36.0467583°N 138.1164639°E